# Pellenes geniculatus subsultans
Pellenes geniculatus là một phân loài nhện trong họ Salticidae.
Loài này thuộc chi Pellenes. Pellenes geniculatus subsultans được Eugène Simon miêu tả năm 1868.